# Brachyunguis cynanchi
Brachyunguis cynanchi är en insektsart. Brachyunguis cynanchi ingår i släktet Brachyunguis och familjen långrörsbladlöss. Inga underarter finns listade i Catalogue of Life.